# Livet på Trekanten
|  | Denne artikel er oprettet af botten PalnaBot ud fra en ekstern database. Den kan derfor have sproglige fejl eller mangler. Denne skabelon kan fjernes efter kontrol af indholdet. |

Livet på Trekanten er en film instrueret af Finn Nielsen.

## Handling
En socialskildring af bådeklubben Trekanten i Sydhavnen, en forening, der har fastholdt traditioner helt tilbage fra 1917. Et specielt miljø i storbyen.